# アントニオ・グスマン・ヌニェス
アントニオ・グスマン・ヌニェス（Antonio Guzmán Núñez、1953年12月2日 - ）は、スペイン・マドリード州トレホン・デ・アルドス出身の元同国代表サッカー選手。ポジションはMF。

## 経歴
1974年、当時セグンダ・ディビシオンに所属していたラージョ・バジェカーノでプロデビュー。1976-77シーズンからレギュラーに定着すると、同シーズンにラ・リーガ昇格を果たした。翌1977-78シーズンは、序盤戦こそ負傷により出場機会を失うが、中盤戦以降はスタメンに復帰。この活躍が評価され、シーズン終了後の1978 FIFAワールドカップに臨むスペイン代表に選出された。同大会では、グループステージ第2節のブラジル代表戦にのみ、後半35分から出場した。
ワールドカップ終了後、アトレティコ・マドリードに移籍した。加入初年度はリーグ戦27試合に出場したが、2シーズン目からは出場機会が減少した。それでも、2シーズン目の1979-80シーズンにUEFAカップ初出場を記録したことで、国際大会デビューを経験した。
その後はADアルメリア、古巣であるラージョ・バジェカーノなどに短期間在籍し、1988年にRSDアルカラで現役を引退した。